# Socionica
La socionica è un modello di trattamento dell'informazione che incorpora elementi
- della teoria sui tipi psicologici di Carl Gustav Jung;
- la teoria freudiana del conscio e subconscio:
- la teoria di Antoni Kępiński sul metabolismo dell'informazione.

Ha come base la teoria dei tipi di personalità supplementata dall'idea dei modelli di tipologia con 8 aspetti dell'informazione (anziché i quattro di Jung) e l'idea di interazione interpersonale al livello di questi tipi (relazioni tra tipi o rapporti interpersonali).
La teoria socionica venne elaborata tra gli anni settanta e gli anni ottanta ad opera della studiosa lituana Aušra Augustinavičiūtė, una esperta di finanza e insegnante di scienze economiche
(detta comunemente anche Augusta). Il nome socionica deriva dalla parola società, dato che Augustinavičiūtė credeva che ogni tipologia di personalità avesse uno scopo distinto nella società, che può essere descritto e spiegato dalla socionica. 
Nonostante ciò, giunse a risultati comparabili a quelli ottenuti nel continente americano (MBTI).
La socionica si basa sull'idea che il carattere di una persona agisca come un insieme di blocchi chiamati "funzioni psicologiche". Differenti combinazioni di queste funzioni danno adito a diverse modalità di accettare e produrre informazione, che originano differenti pattern mentali, valori, modelli comportamentali, e perciò diversi tipi di personalità.
La socionica ha anche come caratteristica una teoria di relazioni interpersonali che esamina l'interazione di queste funzioni tra i tipi; essa è stata sviluppata fino ad adesso attraverso l'introspezione e l'osservazione; anche descrivendo una larga parte di comportamenti e interazioni umani, finora non ha dato abbastanza prove sperimentali.

## I tipi psicologici di Jung
Carl Gustav Jung descrive quattro funzioni psicologiche, le quali hanno la possibilità di diventare coscienti, ma in gradi differenti, all'uomo concreto:
- Sensazione - tutte le percezioni che vengono dagli organi sensoriali;
- Intuizione - percezione attraverso l'inconscio, o percezione di eventi inconsci;
- Pensiero (logica) - interpretazione dell'informazione basata sul fatto se essa sia corretta o scorretta;
- Sentimento (etica) - interpretazione dell'informazione sotto i suoi aspetti etici.

Ciascuna di queste funzioni può essere in forma estroversa [anche se Jung usava la parola 'estra' (extra), ma non 'estro' (extro)] o introversa. Se la funzione dominante nel tipo psicologico è estroversa il tipo di personalità sarà estroverso, o se la funzione è introversa, il tipo è introverso.
La sensazione e l'intuizione sono definite funzioni irrazionali o percettive, e sono così chiamate poiché a differenza delle funzioni razionali o giudicanti (come il pensiero, o il sentimento), hanno a che fare con la percezione grezza della realtà anziché una interpretazione di essa. Se la funzione dominante è razionale, il tipo è personale, e se la funzione dominante è irrazionale, il tipo di personalità è di conseguenza irrazionale.
Oltre alla funzione dominante, c'è anche la funzione ausiliaria o d'appoggio. Se la funzione dominante è estroversa, la funzione ausiliaria è introversa; e viceversa. Lo stesso per il parametro razionale-irrazionale: se la funzione dominante è razionale, l'ausiliaria è irrazionale, e viceversa. Perciò per esempio, se la funzione dominante è l'intuizione estroversa, allora la funzione d'appoggio potrebbe essere il pensiero o il sentimento introverso.
Il modello di Jung dei tipi psicologici ha in tutto 4 funzioni (senza tenere conto delle loro forme, estroverse/introverse).
Jung pensava che la funzione dominante è la prima dal parametro del conscio, la funzione d'appoggio seconda, la terza (o terziaria) e la quarta viene chiamata inferiore. La funzione terziaria di Jung ha gli stessi parametri introverso/estroverso e razionale/irrazionale della funzione d'appoggio, ed è un'altra funzione della coppia razionale/irrazionale (per esempio, se la funzione ausiliaria è il pensiero introverso, la funzione terziaria sarà sentimento introverso). La funzione inferiore ha lo stesso parametro razionale/irrazionale della dominante, e l'altra caratteristica introverso/estroverso, ed è un'altra funzione delle due razionali o irrazionali (per esempio, se la funzione dominante è intuizione estroversa, allora la funzione inferiore sarà sensazione introversa).
Per illustrare, ecco il prospetto del modello di Jung per 2 tipi: pensiero-intuizione estroversa (ILE, ENTP) ed ESI.
| funzione dominante  |
| funzione d'appoggio |
| funzione terza      |
| funzione inferiore  |

| intuizione estroversa |
| pensiero introverso   |
| sentimento introverso |
| sensazione introversa |

| sentimento introverso |
| sensazione estroversa |
| intuizione estroversa |
| pensiero estroverso   |

Per queste regole di Jung esistono 16 tipi psicologici. Ma nel suo libro "Tipi psicologici" lui descrisse in dettaglio solo 8 tipi, secondo le 8 forme delle loro funzioni dominanti (4 funzioni, ciascuna in forma estroversa/introversa).